# Achlidon puntarenas
Achlidon puntarenas is een krabbensoort uit de familie van de Pseudothelphusidae. De wetenschappelijke naam van de soort is voor het eerst geldig gepubliceerd in 1991 door Hobbs.